# 俄罗斯商队茶
俄罗斯商队茶（英语：Russian Caravan；也译俄国商队茶、俄罗斯红茶等）由中国的乌龙茶、祁门和少许正山小种拼配而成，有一些则不加入正山小种。俄罗斯商队茶带有麦芽的甜香和淡淡的烟熏味，口感浓厚顺滑。它以从中俄边境运去茶叶的俄罗斯骆驼商队命名，也有一种说法是，俄罗斯商队茶最初是俄国人将运回的中国红茶进行再制而成的，以合乎俄国人的口味。